# Creu Monumental de Sant Pere del Arquells
La Creu Monumental de Sant Pere del Arquells és una creu del poble de Sant Pere dels Arquells, al municipi de Ribera d'Ondara (Segarra) inclosa a l'Inventari del Patrimoni Arquitectònic de Catalunya.

## Descripció
És una creu monumental situada al mig de la plaça de l'església del poble que se'ns presenta partir d'una columna sense basament amb fust llis, capitell i, coronant una creu de ferro. Al fust d'aquesta columna apareix la inscripció "Santa Missió" i sota d'aquesta, la data "1940.

## Història
Aquesta creu aprofita un element arquitectònic procedent del porxo d'entrada de ca l'Alió, situada a l'actual plaça Major del poble.
Passada la Guerra Civil, els pares claretians van ser els encarregats de la Santa Missió a la comarca de la Segarra, entre el 1940-1950.